# Холодница
Холодница (укр. Холодница) — правый приток Снова, протекающий по Сновскому районах (Черниговская область, Украина).

## География
Длина реки составляет около 4 км.
Русло слабо-извилистое. Крупных притоков нет. Пойма занята лугами, заболоченными участками и кустарниками, очагами — лесами. Долина в верховье реки изрезана оврагами и промоинами. В верхнем течении (около 2 км) пересыхает.
Берёт начало юго-западнее села Песчанка (Сновский район) и течёт на восток. Впадает в Снов южнее того же села.